# Calliopsis hirsutifrons
Calliopsis hirsutifrons là một loài Hymenoptera trong họ Andrenidae. Loài này được Cockerell mô tả khoa học năm 1896.